# 金本義隆
金本 義隆（かねもと よしたか、1984年 - ）は、日本のフォトグラファー。兵庫県姫路市生まれ。
2010年以降、主に神戸の地域密着型の撮影をライフワークにしている。

## 来歴
- 1984年 兵庫県姫路市に生まれる
- 2008年 写真家金本孔俊に師事
- 2013年 松尾俊二のMAKEOVER MAGICのカメラマンとして日本全国、シンガポールを巡る
- 2016年 MAKEOVER MAGIC（神戸新聞総合印刷）出版
- 2018年 写真屋スタジオゴールド設立
- 2019年 関西ウォーカーの神戸の料理店の撮影を開始
- 2023年 貞松浜田バレエ団の団員プロフィール写真撮影
- 2024年 言語処理学会のイベント写真撮影